# Ivica Jerkić
Ivica Jerkić, bosansko-hercegovski general in novinar, * 3. februar 1968.
Trenutno je namestnik poveljnika Združenega štaba OS BiH za operacije.